# Giovanni Battista Monti
Pour les articles homonymes, voir Monti.
Giovanni Battista Monti (né à une date inconnue à Gênes en Ligurie et mort en 1657 dans cette même ville) est un peintre italien baroque de l'école génoise au XVIIe siècle.

## Biographie
Giovanni Battista Monti, issu d'une famille démunie, a été un élève de Luciano Borzone et est mort de la peste en 1657.

## Œuvres

## Sources
- (en) Cet article est partiellement ou en totalité issu de l’article de Wikipédia en anglais intitulé « Giovanni Battista Monti » (voir la liste des auteurs).